# Hojang Taret
«Ходжанг Тарет» — классическая пьеса на языке манипури, основанная на древнегреческой трагедии Еврипида «Финикиянки». Режиссёр спектакля — Оазис Сугайджам, продюсер — импхальский Пуповинный театр (The Umbilical Theatre). В пьесе описывается моральная неоднозначность конфликта между братьями, приведшего к разрушению древнего города Фивы.

## Сюжет
Иокаста пытается восстановить согласие между своими двумя сыновьями, Этеоклом и Полиником. Между двумя братьями разгорелся острый конфликт за престол. Сыновья не слушают мать. Все её усилия избежать трагической гибели её любимых детей тщетны, принцы убивают друг друга. Горе королевы не знает границ. В конце концов она кончает жизнь самоубийством. Сразу после этого Фивы подвергаются разрушению.

## Обзор
Пьеса Hojang Taret была представлена на 13 конкурсе Mahindra Excellence Theatre Awards (META).
Помимо META, пьеса была представлена на организованном Министерством культуры Индии 19 фестивале Bharat Rang Mahotsav, пройдя для этого отбор и проверку.
8 марта 2018 года пьеса была показана на 8 Театральной Олимпиаде 2018 года в Бханджа Кала Мандап, BJB Нагар, Бхубанешвар, Одиша.